# Beyond a Reasonable Doubt (1956)
Beyond a Reasonable Doubt (Brasil: Suplício de Uma Alma / Portugal: A Verdade e o Medo[carece de fontes?]) é um filme norte-americano de 1956, do gênero noir, dirigido por Fritz Lang e estrelado por Dana Andrews e Joan Fontaine.

## A produção
Este é o último filme que Lang fez nos EUA (ele ainda faria outros três na Alemanha, entre 1959 e 1960), pontuado pelas ambiguidades e ironias que tanto o fascinavam. Por outro lado, o baixo orçamento impediu o diretor de satisfazer outra de suas paixões -- cenários e figurinos visualmente ricos e detalhados.
O enredo—um plano para demostrar os perigos de condenações baseadas em provas meramente circunstanciais—é bastante original e intrigante; contudo, o roteiro excessivamente calculado e rebuscado não seduziu nem a crítica nem o público.
Em 2009, a história foi filmada outra vez, com Jesse Metcalfe, Ambler Tamblyn e Michael Douglas, sob a direção de Peter Hyams.

## Sinopse
Austin Spencer, um jornalista, quer demonstrar que provas circunstanciais podem levar a condenações de pessoas inocentes. Ele, então, convence seu futuro genro, Tom Garrett, a auxiliá-lo em um plano. Tudo combinado, Austin começa a espalhar falsas pistas que insinuam ser Tom o assassino de uma stripper. Baseado nesses indícios, o promotor Roy Thompson, useiro e vezeiro das tais provas circunstanciais, consegue a condenação de Tom à morte, conforme planejado.
O problema é que, repentinamente, Austin é morto e a documentação que provaria a inocência de Tom, destruída. Só resta a Susan, noiva de Tom, tentar conseguir o perdão para ele. No fim, uma surpresa.[carece de fontes?]

## Elenco
| Ator/Atriz         | Personagem            |
| ------------------ | --------------------- |
| Dana Andrews       | Tom Garrett           |
| Joan Fontaine      | Susan Spencer         |
| Sidney Blackmer    | Austin Spencer        |
| Arthur Franz       | Bob hale              |
| Philip Bourneuf    | Promotor Roy Thompson |
| Edward Binns       | Tenente Kennedy       |
| Shepperd Strudwick | Jonathan Wilson       |
| Robin Raymond      | Terry LaRue           |
| Barbara Nichols    | Dolly Moore           |
| William Lester     | Charlie Miller        |
| Dan Seymour        | Greco                 |
| Rusty Lan          | Juiz                  |
| Joyce Taylor       | Joan Williams         |
| Carleton Young     | Allan Kirk            |
| Trudy Wroe         | Chapeleira            |